# Pape Souaré
Pape Souaré (ur. 6 czerwca 1990 w Mbaoze) – senegalski piłkarz grający na pozycji lewego obrońcy w Motherwell.

## Kariera klubowa
Jest wychowankiem klubu Diambars FC. Od 2008 szkolił się w szkółce piłkarskiej Lille OSC. 20 lutego 2011 zadebiutował w drużynie zawodowej Lille OSC na szczeblu Ligue 1.
19 sierpnia 2012 roku, przeszedł na zasadzie wypożyczenia do Stade de Reims.
30 stycznia 2015 roku przeszedł do Crystal Palace.
| Sezon   | Klub                  | Kraj    | Rozgrywki            | Mecze | Bramki | Rozgrywki Europy                    | Mecze | Bramki |
| ------- | --------------------- | ------- | -------------------- | ----- | ------ | ----------------------------------- | ----- | ------ |
| 2007    | Diambars FC           | Senegal | Championnat National | ?     | ?      | –                                   | –     | –      |
| 2008    | Diambars FC           | Senegal | Championnat National | ?     | ?      | –                                   | –     | –      |
| 2008/09 | Lille OSC B           | Francja | CFA                  | 16    | 1      | –                                   | –     | –      |
| 2009/10 | Lille OSC             | Francja | Ligue 1              | 0     | 0      | –                                   | –     | –      |
| 2010/11 | Lille OSC             | Francja | Ligue 1              | 3     | 0      | Liga Europy UEFA                    | 1     | 0      |
| 2011/12 | Lille OSC             | Francja | Ligue 1              | 7     | 0      | Liga Mistrzów UEFA                  | 0     | 0      |
| 2012/13 | Stade de Reims (wyp.) | Francja | Ligue 1              | 23    | 0      | –                                   | –     | –      |
| 2013/14 | Lille OSC             | Francja | Ligue 1              | 33    | 3      | –                                   | –     | –      |
| 2014/15 | Lille OSC             | Francja | Ligue 1              | 11    | 0      | Liga Mistrzów UEFA Liga Europy UEFA | 4 5   | 0      |
| 2014/15 | Crystal Palace        | Anglia  | Premier League       | 9     | 0      | –                                   | –     | –      |
| 2015/16 | Crystal Palace        | Anglia  | Premier League       | 34    | 0      | –                                   | –     | –      |
| 2016/17 | Crystal Palace        | Anglia  | Premier League       | 3     | 0      | –                                   | –     | –      |
| 2017/18 | Crystal Palace        | Anglia  | Premier League       | 1     | 0      | –                                   | –     | –      |
| 2018/19 | Crystal Palace        | Anglia  | Premier League       | 1     | 0      | –                                   | –     | –      |

Stan na: 20 listopada 2018.

## Kariera reprezentacyjna
W reprezentacji Senegalu Souaré zadebiutował w 2012 roku.